# گورستان ورجوی
گورستان ورجوی مربوط به سدهٔ ۷ ه.ق است و در شهرستان مراغه، بخش مرکزی، روستای ورجوی واقع شده و این اثر در تاریخ ۱۴ مرداد ۱۳۸۲ با شمارهٔ ثبت ۹۴۱۶ به‌عنوان یکی از آثار ملی ایران به ثبت رسیده است.